# Sidymella jordanensis
Sidymella jordanensis is een spinnensoort uit de familie van de krabspinnen (Thomisidae).
De wetenschappelijke naam van de soort werd in 1944 als Sidyma jordanensis gepubliceerd door Benedicto Abílio Monteiro Soares.